# Jornada Mundial de la Joventut 2011
La trobada internacional de la XXVI Jornada Mundial de la Joventut (JMJ) duu a terme a la ciutat de Madrid, capital d'Espanya, del 16 al 21 d'agost de 2011, amb la presència del papa Benet XVI. El lema de la JMJ 2011 és: «Arrelats i edificats en Crist, ferms en la fe» (cf. Col. 2,7).
La Jornada Mundial de la Joventut és un esdeveniment organitzat per l'Església Catòlica que se celebra cada tres anys amb caràcter internacional. Com a preparació a la trobada la Creu dels Joves i la Icona de la Mare de Déu, símbols de les JMJ, van començar el 14 de setembre de 2009 a Madrid el seu habitual recorregut per les diòcesis del país organitzador.
El Consell Pontifici per als Laics va aprovar el 25 de maig de 2010 la proposta de l'Arquebisbat de Madrid d'Himne per a la «JMJ Madrid 2011». El compositor de l'himne és Enrique Vázquez Castro i l'autor de la lletra Mons. César Augusto Franco Martínez, bisbe auxiliar de Madrid i Coordinador General de la JMJ Madrid 2011. Aquest himne, es va publicar a la web i es va donar a conèixer en un acte celebrat a l'Almudena durant el dia 8 de novembre del 2010.
El 17 d'agost una manifestació contra el finançament públic de la Jornada Mundial de la Joventut i en defensa d'un Estat laic espanyol va tenir lloc a Madrid. Els manifestants es van enfrontar amb la policia antiavalots que va utilitzar porres de goma. Vuit persones van ser detingudes i onze van resultar ferides.
La següent JMJ va tenir lloc a Rio de Janeiro el 2013.